# Libero
Jako libero se v některých sportech označuje speciální bránící hráč.

## Fotbal
Ve fotbale se jako libero označuje střední obránce, který hraje typicky za ostatními obránci. Také se někdy označuje jako (zadní) stoper. Slouží jako poslední obranná linie. Liberem bývá technicky dobře vybavený hráč, který je schopen rozehrávat a zakládat útok.
Způsob hry s liberem se vyvinul v Itálii, ale moderní pojetí začíná u německého Franze Beckenbauera.

## Volejbal
Ve volejbale je libero speciálně označený hráč, který plní pouze obranné úkoly a hraje pouze jako hráč zadní řady. V každém týmu mohou být nejvýše dva hráči libero (v jedné chvíli může však ve hře být nejvýše jeden, druhý funguje jako rezervní libero a může za hrajícího libera být kdykoli vystřídán; v případě zranění jediného či obou liber může být pro zbytek zápasu liberem jmenován libovolný další hráč), pro kterého platí některá speciální pravidla:
- Libero musí nosit dres odlišné barvy.
- Nesmí podávat, blokovat (ani se pokoušet o blok), ani hrát v přední řadě.
- Libero smí být střídán libovolněkrát, jeho střídání se do povoleného počtu střídání nepočítají. Při střídání si však ostatní hráči nesmí měnit místa – libera smí na hřišti vystřídat jen ten hráč, kterého libero střídal při svém příchodu (popř. druhé libero).
- Libero nesmí z žádné části hřiště smečovat (dokončit útočný úder, pokud je míč nad rovinou horního okraje sítě).
- Libero nesmí z přední zóny nahrát vrchním odbitím prsty spoluhráči na smeč (útočný úder nad rovinou horního okraje sítě).

Pravidla o liberu byla do volejbalu zavedena v roce 1998, v roce 2009 byla zavedena možnost rezervního libera, od roku 2011 je možné opakovaně volně střídat hrajícího a rezervního libera.